# Эссом-сюр-Марн (кантон)
Эссом-сюр-Марн (фр. Essômes-sur-Marne) — кантон во Франции, находится в регионе О-де-Франс, департамент Эна. Входит в состав округа Шато-Тьерри.

## История
Кантон образован в результате реформы 2015 года. В него вошли упраздненные кантоны Конде-ан-Бри и Шарли-сюр-Марн, а также отдельные коммуны кантона Шато-Тьерри.
С 1 января 2016 года состав кантона изменился: коммуны Больн-ан-Бри, Ла-Шапель-Монтодон и Сент-Аньян объединились в новую коммуну Валле-ан-Шампань; коммуны Артонж, Ла-Сель-су-Монмирай, Марше-ан-Бри и Фонтенель-ан-Бри объединились в новую коммуну Дюи-э-Морен-ан-Бри.

## Состав кантона с 1 января 2016 года
В состав кантона входят коммуны (население по данным Национального института статистики за 2018 г.):
- Ази-сюр-Марн — 385 чел.
- Барзи-сюр-Марн — 388 чел.
- Безю-ле-Гери — 258 чел.
- Бонней — 375 чел.
- Валле-ан-Шампань — 570 чел.
- Вандьер — 151 чел.
- Вёйи-ла-Потри — 157 чел.
- Вилье-Сен-Дени — 1 170 чел.
- Виффор — 317 чел.
- Вьель-Мезон — 1 227 чел.
- Донтен — 648 чел.
- Дюи-э-Морен-ан-Бри — 819 чел.
- Жольгон — 652 чел.
- Конде-ан-Бри — 697 чел.
- Коннижи — 340 чел.
- Крезанси — 1 238 чел.
- Крут-сюр-Марн — 646 чел.
- Купрю — 151 чел.
- Курбуэн — 300 чел.
- Куртмон-Варен — 337 чел.
- Л’Епин-о-Буа — 258 чел.
- Ла-Шапель-сюр-Шези — 285 чел.
- Люси-ле-Бокаж — 199 чел.
- Мариньи-ан-Орксуа — 499 чел.
- Мези-Мулен — 522 чел.
- Монлевон — 304 чел.
- Монтиньи-ле-Конде — 57 чел.
- Монтюрель — 150 чел.
- Монфокон — 204 чел.
- Монтрёй-о-Льон — 1 370 чел.
- Ножан-л’Арто — 2 138 чел.
- Ножантель — 1 041 чел.
- Паван — 772 чел.
- Парньи-ла-Дюи — 170 чел.
- Пасси-сюр-Марн — 129 чел.
- Рёйи-Совиньи — 197 чел.
- Розуа-Бельваль — 120 чел.
- Ромени-сюр-Марн — 502 чел.
- Сель-ле-Конде — 89 чел.
- Сент-Эжен — 242 чел.
- Сольшери — 716 чел.
- Трелу-сюр-Марн — 943 чел.
- Шарли-сюр-Марн — 2 597 чел.
- Шартев — 354 чел.
- Шези-сюр-Марн — 1 351 чел.
- Эссиз — 414 чел.
- Эссом-сюр-Марн — 2 760 чел.

## Политика
На президентских выборах 2022 г. жители кантона отдали в 1-м туре Марин Ле Пен 35,9 % голосов против 21,7 % у Эмманюэля Макрона и 16,3 % у Жана-Люка Меланшона; во 2-м туре в кантоне победила Ле Пен, получившая 57,8 % голосов. (2017 год. 1 тур: Марин Ле Пен – 33,8 %, Франсуа Фийон – 17,5 %, Жан-Люк Меланшон – 17,4 %, Эмманюэль Макрон – 17,1 %; 2 тур: Ле Пен – 52,7 %. 2012 год. 1 тур: Марин Ле Пен — 27,7 %, Николя Саркози — 26,7 %, Франсуа Олланд — 20,9 %; 2 тур: Саркози — 55,3 %).
С 2021 года кантон в Совете департамента Эна представляют мэр коммуны Ножан-л’Арто Доминик Дюкло (Dominique Duclos) и мэр коммуны Жольгон Анн Марико (Anne Maricot) (оба — Разные левые).
|                | Кандидаты                 | Партия                   | Первый тур | Первый тур     | Второй тур | Второй тур |
| Кол-во голосов | Кандидаты                 | Партия                   | % голосов  | Кол-во голосов | % голосов  |            |
| -------------- | ------------------------- | ------------------------ | ---------- | -------------- | ---------- | ---------- |
|                | Доминик Дюкло Анн Марико  | Левый блок               | 2 035      | 35,26          | 3 607      | 62,00      |
|                | Жан Клод Ришир Мирей Шеве | Национальное объединение | 1 743      | 30,20          | 2 211      | 38,00      |
|                | Гаэль Воде Оливье Деврон  | Разные правые            | 1 477      | 25,59          |            |            |
|                | Жереми Пис Ирина Станзель | Разные правые            | 516        | 8,94           |            |            |

|                | Кандидаты                            | Партия                  | Первый тур | Первый тур     | Второй тур | Второй тур |
| Кол-во голосов | Кандидаты                            | Партия                  | % голосов  | Кол-во голосов | % голосов  |            |
| -------------- | ------------------------------------ | ----------------------- | ---------- | -------------- | ---------- | ---------- |
|                | Анн Марико Жорж Фуре                 | Левый блок              | 2 614      | 25,61          | 5 144      | 52,08      |
|                | Стефан Мюлле Андре Оренго            | Национальный фронт      | 4 054      | 39,72          | 4 734      | 47,92      |
|                | Элизабет Клобурс Эрик Манген         | Правый блок             | 2 556      | 25,04          |            |            |
|                | Валери Дервен-Фруадефон Марк-Эрве Ре | Европа Экология Зелёные | 983        | 9,63           |            |            |